# لوران وبر
لوران وبر (انگلیسی: Laurent Weber؛ زادهٔ ۱ سپتامبر ۱۹۷۲) بازیکن فوتبال اهل فرانسه است.
از باشگاه‌هایی که در آن بازی کرده‌است می‌توان به باشگاه فوتبال والنسین، باشگاه فوتبال استراسبورگ، باشگاه فوتبال استاد رنس، باشگاه فوتبال نانسی، باشگاه فوتبال باستیا، و باشگاه فوتبال تروا اشاره کرد.